# باي ووتش (فلم)
باي ووتش (بالإنجليزية: Baywatch) هو فيلم كوميدي أكشن دراما أمريكي، تدور أحداث الفيلم حول حارس الإنقاذ (ميتش بوشانون) الذي يتصادم مع حارس الإنقاذ الجديد (مات برودي) في بداية عملهما معًا للتنافس من أجل الحصول على وظيفة حارس إنقاذ الشاطئ، قبل أن يتحدا معًا لكشف خطة عصابة إجرامية محلية تهدد مستقبل الشاطئ.

## القصة
يتنافس حارسا إنقاذ بجدية حول احتمالية قبولهما الضعيفة للحصول على وظيفة إلى جانب الجثث التي تجوب شاطئ كاليفورنيا.

## طاقم التمثيل
- دوين جونسون
- زاك إيفرون
- ألكسندرا داداريو
- بريانكا شوبرا
- كيلي رورباش

## روابط خارجية
- مقالات تستعمل روابط فنية بلا صلة مع ويكي بيانات